# روث بالمر
روث بالمر (بالإنجليزية: Ruth Palmer)‏ هي عازفة كمان بريطانية، ولدت في القرن العشرين.

## وصلات خارجية
- روث بالمر على موقع ميوزك برينز (الإنجليزية)